# 聖赫羅尼莫縣

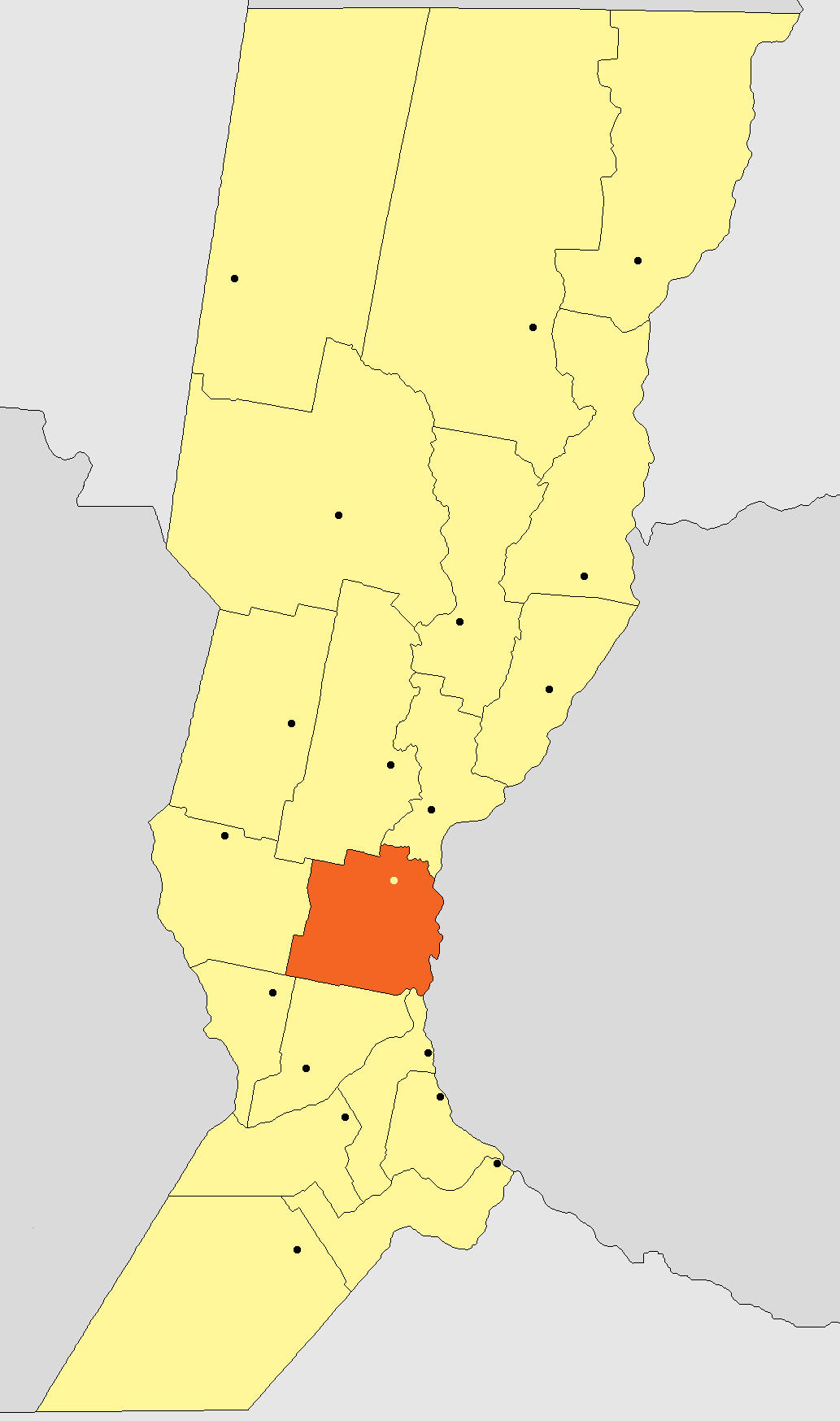

31°58′S 60°55′W / 31.967°S 60.917°W
聖赫羅尼莫縣（西班牙語：Departamento San Jerónimo），是阿根廷的縣份，位於該國東北部聖大非省，首府設於科龍達，面積4,282平方公里，2010年人口80,840，人口密度每平方公里18.88人。